# 赫尔曼·斯梅塔宁
赫尔曼·弗拉基米罗维奇·斯梅塔宁（烏克蘭語：Герман Володимирович Сметанін；1992年10月8日—）是乌克兰政治人物，自2024年10月8日起担任乌克兰战略工业部部长。

## 早年生活
斯梅塔宁于1992年10月8日出生于哈尔科夫。他曾于哈尔科夫国立汽车道路大学与基辅理工学院就读。